# 科克维尔 (怀俄明州)
科克维尔（英語：Cokeville）是美国怀俄明州林肯县下属的一座城鎮。该鎮的人口在2000年为506人，2010年有535，2011年则估计有533人。